# Mornico al Serio

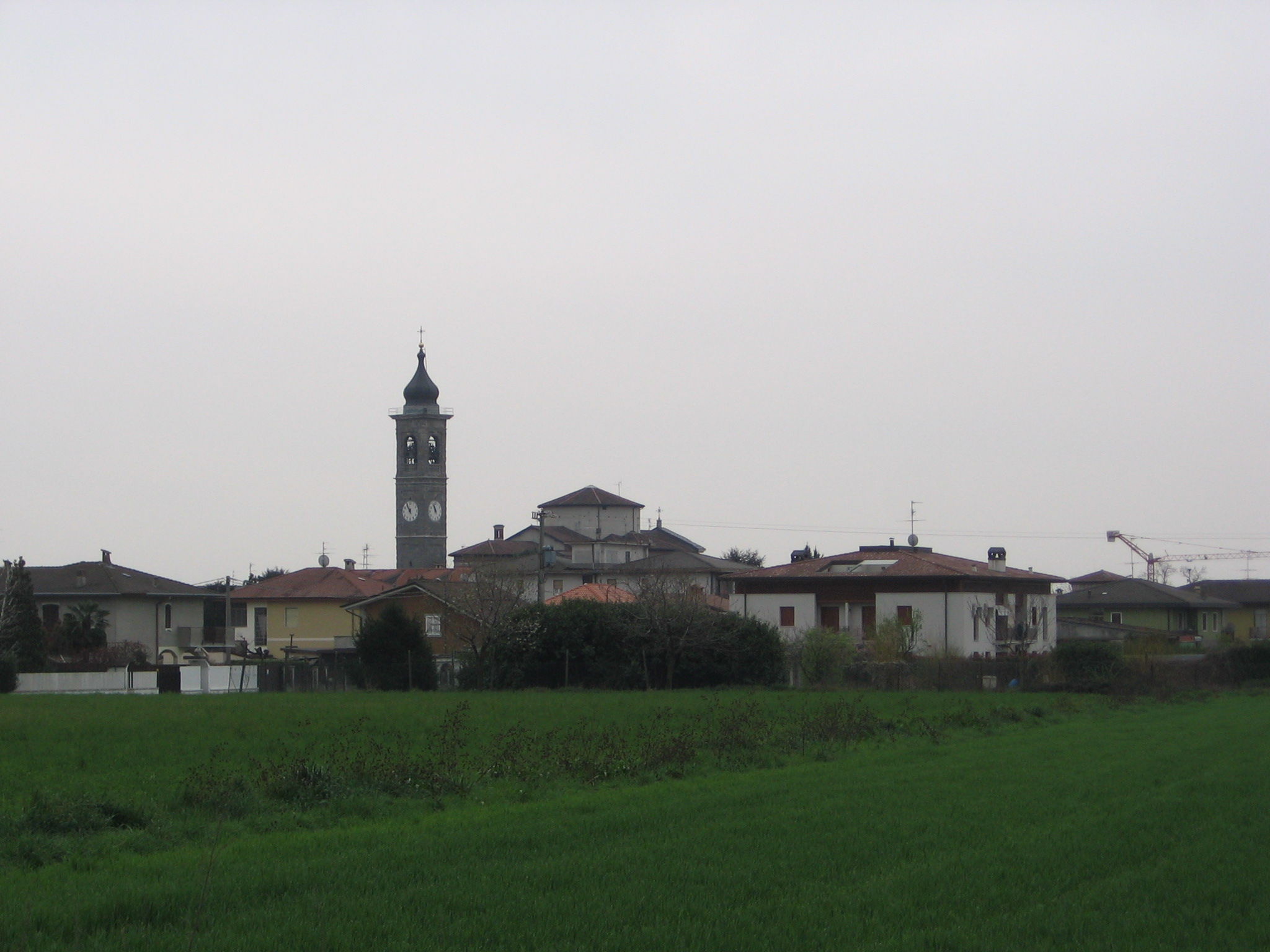
Mornico al Serio, Bergamo, Italien

Mornico al Serio ist eine Gemeinde in der Provinz Bergamo in der italienischen Region Lombardei mit 2966 Einwohnern (Stand 31. Dezember 2023).

## Geographie
Mornico al Serio liegt 14 km südöstlich der Provinzhauptstadt Bergamo und 50 km nordöstlich der Metropole Mailand.
Die Nachbargemeinden sind Calcinate, Ghisalba, Martinengo und Palosco.

## Sehenswürdigkeiten
- Der Palazzo Perini, heute Verwaltungssitz, stammt aus dem 17. Jahrhundert.
- Die Pfarrkirche Sant’Andrea wurde im 20. Jahrhundert erbaut und von Angelo Roncalli, dem späteren Papst Johannes XXIII., geweiht.
- Interessant sind auch die Kirche Santa Valeria aus dem 16. Jahrhundert und die Kirche San Rocco, auf deren Grund sich früher ein Friedhof befand.